# Katalitički perfektan enzim
Katalitički perfektan enzim (kinetički perfektan enzim) je enzim koji katalizuje toliko efikasno, da skoro svaki put kad enzim dođe u kontakt sa supstratom dolazi do reakcije. Konstanta specifičnosti, , takvog enzima je reda veličine 108 do 109 , što je indikator visoke efikasnosti. Katalitički perfektne reakcije su jedino ograničene brzinom difuzije supstrata.
Primeri katalitički perfektnih enzima su: trioza-fosfat izomeraza, karbonatna anhidraza, acetilholin esteraza, katalaza, fumaraza, β-laktamaza, i superoksid dismutaza.
Neki enzimi deluju sa kinetikom koja nadmašuje brzinu difuzije. Nekoliko mehanizama je predloženo kao objašnjenje tog fenomena. Smatra se da neki proteini ubrzavaju katalizu tako što privlače svoj supstrat i preorijentišu ga koristeći dipolarna električna polja. Neki izvori koriste kao objašnjenje kvantno-mehaničko tunelski efekat, pri čemu proton ili elektron izbegavaju aktivacione barijere. Protonski tunelski efekat je donekle kontroverzna ideja.